# Equagesic
L'Equagesic è un farmaco composito indicato per il trattamento a breve termine di pazienti con patologie muscoloscheletriche o con cefalea di tipo tensivo, accompagnate da stress e/o ansia.
Una reazione allergica all'Equagesic fu la causa ufficiale del decesso del famoso attore e artista marziale statunitense Bruce Lee, anche se attorno alla sua morte vi sono molte teorie misteriose, molte delle quali sostengono che si sia trattato di omicidio volontario.

## Composizione
Il farmaco è composto da:
- aspirina 325 mg (utilizzata come analgesico)
- meprobamato 200 mg (utilizzato come miorilassante).

In alcune formulazioni è presente anche l'etoeptazina, un analgesico oppiaceo.